# Ceropegia occulta
Ceropegia occulta är en oleanderväxtart som beskrevs av Robert Allen Dyer. Ceropegia occulta ingår i släktet Ceropegia och familjen oleanderväxter. Inga underarter finns listade i Catalogue of Life.